# Senegal i olympiska sommarspelen 2016
Senegal deltog med 22 deltagare vid de olympiska sommarspelen 2016 i Rio de Janeiro. Ingen av landets deltagare erövrade någon medalj.

## Brottning
Förkortningar:
- VT – Vinst genom fall.
- PP – Beslut efter poäng – förloraren fick tekniska poäng.
- PO – Beslut efter poäng – förloraren fick inte tekniska poäng.
- ST – Teknisk överlägsenhet – förloraren utan tekniska poäng och en marginal med minst 8 (grekisk-romersk stil) eller 10 (fristil) poäng.

Herrar, fristil
| Brottare     | Gren             | Kvalomgång               | Omgång 1             | Kvartsfinal          | Semifinal            | Återkval 1           | Återkval 2           | Final / BM           | Final / BM |
| Brottare     | Gren             | Motståndare Resultat     | Motståndare Resultat | Motståndare Resultat | Motståndare Resultat | Motståndare Resultat | Motståndare Resultat | Motståndare Resultat | Placering  |
| ------------ | ---------------- | ------------------------ | -------------------- | -------------------- | -------------------- | -------------------- | -------------------- | -------------------- | ---------- |
| Adama Diatta | Fjädervikt -57kg | Erdenebat (MGL) W 3–1 PP | Bonne (CUB) L 1–3 PP | Gick inte vidare     | Gick inte vidare     | Gick inte vidare     | Gick inte vidare     | Gick inte vidare     | 10         |

Damer, fristil
| Brottare        | Gren             | Kvalomgång           | Omgång 1              | Kvartsfinal            | Semifinal            | Återkval 1           | Återkval 2              | Final / BM           | Final / BM |
| Brottare        | Gren             | Motståndare Resultat | Motståndare Resultat  | Motståndare Resultat   | Motståndare Resultat | Motståndare Resultat | Motståndare Resultat    | Motståndare Resultat | Placering  |
| --------------- | ---------------- | -------------------- | --------------------- | ---------------------- | -------------------- | -------------------- | ----------------------- | -------------------- | ---------- |
| Isabelle Sambou | Fjädervikt -53kg | Bye                  | Nguyễn (VIE) W 5–0 VT | Yoshida (JPN) L 0–3 PO | Gick inte vidare     | Bye                  | Sjnysjyn (AZE) L 0–3 PO | Gick inte vidare     | 8          |

## Friidrott
Förkortningar
- Notera– Placeringar avser endast det specifika heatet.
- Q = Tog sig vidare till nästa omgång
- q = Tog sig vidare till nästa omgång som den snabbaste förloraren eller, i fältgrenarna, genom placering utan att nå kvalgränsen
- NR = Nationellt rekord
- N/A = Omgången fanns inte i grenen
- Bye = Idrottaren behövde inte tävla i omgången

Herrar
Bana och väg
| Idrottare      | Gren                     | Heat     | Heat      | Semifinal        | Semifinal        | Final            | Final            |
| Idrottare      | Gren                     | Resultat | Placering | Resultat         | Placering        | Resultat         | Placering        |
| -------------- | ------------------------ | -------- | --------- | ---------------- | ---------------- | ---------------- | ---------------- |
| Amadou N'Diaye | Herrarnas 400 meter häck | 49,91    | 6         | Gick inte vidare | Gick inte vidare | Gick inte vidare | Gick inte vidare |

Damer
Fält
| Idrottare | Gren                   | Kval    | Kval      | Final            | Final            |
| Idrottare | Gren                   | Distans | Placering | Distans          | Placering        |
| --------- | ---------------------- | ------- | --------- | ---------------- | ---------------- |
| Amy Sene  | Damernas släggkastning | 64,83   | 25        | Gick inte vidare | Gick inte vidare |

## Fäktning
| Idrottare         | Gren            | Omgång 2          | Omgång 2            | Kvartsfinal       | Semifinal         | Final / BM        | Final / BM       |                  |
| Idrottare         | Gren            | Motståndare Poäng | Motståndare Poäng   | Motståndare Poäng | Motståndare Poäng | Motståndare Poäng | Placering        |                  |
| ----------------- | --------------- | ----------------- | ------------------- | ----------------- | ----------------- | ----------------- | ---------------- | ---------------- |
| Alexandre Bouzaid | Herrarnas värja | Bye               | Boczkó (HUN) L 9–15 | Gick inte vidare  | Gick inte vidare  | Gick inte vidare  | Gick inte vidare | Gick inte vidare |

## Judo
| Idrottare         | Gren                    | Omgång 1                 | Omgång 2             | Omgång 3             | Kvartsfinaler        | Semifinaler          | Återkval             | Final / BM           | Final / BM |
| Idrottare         | Gren                    | Motståndare Resultat     | Motståndare Resultat | Motståndare Resultat | Motståndare Resultat | Motståndare Resultat | Motståndare Resultat | Motståndare Resultat | Placering  |
| ----------------- | ----------------------- | ------------------------ | -------------------- | -------------------- | -------------------- | -------------------- | -------------------- | -------------------- | ---------- |
| Hortense Diédhiou | Damernas lättvikt −57kg | Verhagen (NED) L 000–100 | Gick inte vidare     | Gick inte vidare     | Gick inte vidare     | Gick inte vidare     | Gick inte vidare     | Gick inte vidare     |            |

## Kanotsport

### Slalom
| Kanotist            | Gren          | Kval   | Kval      | Kval   | Kval      | Kval   | Kval      | Semifinal        | Semifinal        | Final            | Final            |
| Kanotist            | Gren          | Åk 1   | Placering | Åk 2   | Placering | Bästa  | Placering | Tid              | Placering        | Tid              | Placering        |
| ------------------- | ------------- | ------ | --------- | ------ | --------- | ------ | --------- | ---------------- | ---------------- | ---------------- | ---------------- |
| Jean-Pierre Bourhis | Herrarnas C-1 | 110,94 | 16        | 109,27 | 15        | 109,27 | 18        | Gick inte vidare | Gick inte vidare | Gick inte vidare | Gick inte vidare |

## Simning
| Idrottare      | Gren                  | Heat  | Heat      | Semifinal        | Semifinal        | Final            | Final            |
| Idrottare      | Gren                  | Tid   | Placering | Tid              | Placering        | Tid              | Placering        |
| -------------- | --------------------- | ----- | --------- | ---------------- | ---------------- | ---------------- | ---------------- |
| Abdoul Niane   | Herrarnas 50 m frisim | 23,66 | 48        | Gick inte vidare | Gick inte vidare | Gick inte vidare | Gick inte vidare |
| Awa Ly N'diaye | Damernas 50 m frisim  | DSQ   | DSQ       | Gick inte vidare | Gick inte vidare | Gick inte vidare | Gick inte vidare |

## Taekwondo
| Idrottare   | Gren             | Åttondelsfinaler     | Kvartsfinaler        | Semifinaer           | Återkval             | Final                | Final            |
| Idrottare   | Gren             | Motståndare Resultat | Motståndare Resultat | Motståndare Resultat | Motståndare Resultat | Motståndare Resultat | Placering        |
| ----------- | ---------------- | -------------------- | -------------------- | -------------------- | -------------------- | -------------------- | ---------------- |
| Balla Dièye | Herrarnas −68 kg | Robak (POL) L 12–15  | Gick inte vidare     | Gick inte vidare     | Gick inte vidare     | Gick inte vidare     | Gick inte vidare |